# Ocellularia baileyi
Ocellularia baileyi är en lavart som beskrevs av Johannes Müller Argoviensis. 
Ocellularia baileyi ingår i släktet Ocellularia och familjen Graphidaceae. Inga underarter finns listade i Catalogue of Life.